# Meigenia pumila
Meigenia pumila är en tvåvingeart som först beskrevs av Macquart 1854.  Meigenia pumila ingår i släktet Meigenia och familjen parasitflugor.
Artens utbredningsområde är Frankrike. Inga underarter finns listade i Catalogue of Life.